# Luins
Luins ist eine politische Gemeinde im Distrikt Nyon des Kantons Waadt in der Schweiz.

## Geographie
Luins liegt auf 460 m ü. M., 7 km nordnordöstlich des Bezirkhauptortes Nyon (Luftlinie). Das Weinbauerndorf erstreckt sich leicht erhöht am unteren Südhang der Waadtländer Côte, in aussichtsreicher Lage rund 80 m über dem Seespiegel des Genfersees.
Die Fläche des 2,7 km² grossen Gemeindegebiets umfasst einen Abschnitt im westlichen Teil der Waadtländer Côte. Der Gemeindeboden erstreckt sich vom Plateau am Fuss der Côte zwischen den Bachläufen von Lavasson im Westen und Dullive im Osten nach Norden den Rebhang der Côte hinauf bis auf die Hochfläche bei Burtigny. Hier wird mit 726 m ü. M. der höchste Punkt von Luins erreicht. Von der Gemeindefläche entfielen 1997 11 % auf Siedlungen, 12 % auf Wald und Gehölze, 76 % auf Landwirtschaft und etwas weniger als 1 % war unproduktives Land.
Zu Luins gehören die Weiler Le Bagnu (445 m ü. M.) und Combes (475 m ü. M.) am Hang der Côte westlich des Dorfes, ein Teil der Häuser von Le Vernay (417 m ü. M.) auf dem Plateau am Hangfuss, sowie mehrere Weingüter und Einzelhöfe. Nachbargemeinden von Luins sind Gland, Begnins, Burtigny, Vinzel, Bursins und Dully.

## Bevölkerung
Mit 626 Einwohnern (Stand 31. Dezember 2023) gehört Luins zu den kleinen Gemeinden des Kantons Waadt. Von den Bewohnern sind 79,5 % französischsprachig, 7,5 % portugiesischsprachig und 6,5 % englischsprachig (Stand 2000). Die Bevölkerungszahl von Luins belief sich 1900 auf 266 Einwohner. Nachdem die Bevölkerung bis 1980 auf 226 Einwohner abgenommen hatte, wurde seither eine Verdoppelung der Einwohnerzahl beobachtet, obwohl 1979 ein sehr restriktiver Raumordnungsplan in Kraft gesetzt wurde.

## Wirtschaft
Luins war bis in die zweite Hälfte des 20. Jahrhunderts ein vorwiegend durch die Landwirtschaft geprägtes Dorf. Noch heute spielt die Landwirtschaft als Erwerbszweig der Bevölkerung eine wichtige Rolle. Am gesamten Hang der Côte unterhalb einer Höhe von 550 bis 600 m ü. M. wird Weinbau betrieben. Auf dem Plateau am Hangfuss herrschen auf den fruchtbaren Böden Ackerbau und Obstbau vor, während auf der Hochfläche von Burtigny die Milchwirtschaft überwiegt. Weitere Arbeitsplätze sind im Gewerbe und im Dienstleistungssektor vorhanden. In den letzten Jahrzehnten hat sich das Dorf dank seiner attraktiven Lage zu einer Wohngemeinde entwickelt. Viele Erwerbstätige arbeiten auswärts und pendeln teilweise bis in die Städte Lausanne und Genf.

## Verkehr
Die Gemeinde ist verkehrstechnisch gut erschlossen. Sie liegt an der Hauptstrasse, die von Nyon entlang den Hängen der Côte nach Aubonne führt. Der Autobahnanschluss Gland an der 1964 eröffneten A1 (Genf-Lausanne), die das Gemeindegebiet durchquert, ist rund 3 km vom Ort entfernt. Durch den Postautokurs, der von Gland nach Rolle verkehrt, ist Luins an das Netz des öffentlichen Verkehrs angebunden.

## Geschichte
Die erste urkundliche Erwähnung des Ortes erfolgte 1115 bereits unter dem heutigen Namen; 1335 erschien die Schreibweise Luyns. Seit dem Mittelalter gehörte Luins zur Herrschaft Cossonay; im 15. Jahrhundert unterstand das Dorf der Herrschaft Mont-le-Vieux. Mit der Eroberung der Waadt durch Bern im Jahr 1536 kam Luins unter die Verwaltung der Vogtei Morges. Das Schloss Luins gehörte von 1582 bis 1809 der Familie von Wattenwyl. Nach dem Zusammenbruch des Ancien Régime gehörte das Dorf von 1798 bis 1803 während der Helvetik zum Kanton Léman, der anschliessend mit der Inkraftsetzung der Mediationsverfassung im Kanton Waadt aufging. 1798 wurde es dem Bezirk Rolle zugeteilt.

## Sehenswürdigkeiten
Kloster Peterlingen
Die Pfarrkirche Saint-Pierre steht am Hang oberhalb des Dorfes inmitten der Reben. Sie gehörte im Mittelalter dem Benediktinerpriorat Payerne. Der heutige Bau stammt von 1674. Am 9. September 1961 fand in der Kirche die Hochzeit von Liselotte Pulver und Helmut Schmid statt. Das Schloss von Luins wurde im 18. Jahrhundert erbaut. Im Ortskern sind einige charakteristische Weinbauernhäuser des 17. bis 19. Jahrhunderts erhalten.